# Manosque
Manosque (in occitano e in italiano: Manòsca) è un comune francese di 23 069 abitanti situato nel dipartimento delle Alpi dell'Alta Provenza della regione della Provenza-Alpi-Costa Azzurra. Gli abitanti, in francese, sono chiamati Manosquins.

## Geografia fisica

### Posizione
Situata a sud-ovest del dipartimento delle Alpi dell'Alta Provenza, Manosque è una città costruita su un contrafforte delle colline del Luberon orientale, al di sotto della pianura alluvionale della Durance. 
Circondata a nord e ovest da colline di cui alcune superano 700 metri d'altezza, essa è tuttavia volta più verso la valle e le maggiori vie di comunicazioni che l'attraversano (autostrada A51, strada nazionale N96, ferrovia). La città è chiusa a nord-est dal Monte d'Oro (530 m) e a sud-est dalla collina di Toutes Aures (470 m).

## Storia

### Le origini
Sembra che il nome della città sia d'origine celto-ligure e derivi dalla radice « man » (montagna/collina), e dal suffisso « asq » (popolazione che abita la località). Si sa poco sulle sue origini, benché è certo che un centro commerciale esistesse, in epoca romana, là dov'è situata la vecchia città. Il primo avvenimento riferito alla storia di Manosque è il saccheggio della città dai Saraceni nel 966, in occasione d'una loro sortita in Provenza. La città fu completamente distrutta e gli abitanti si rifugiarono nei cinque villaggi dei dintorni. I due più importanti erano Le Château sul Mont d'Or, e Toutes-Aures, sulla collina dello stesso nome. Montaigu, il più isolato e il più lontano dalla città era ancora abitato nel XVI secolo.

### Il Medio Evo
Nel Medioevo Manosque era divisa in quattro quartieri: les Ebréards, le Palais, les Payans e les Martels. Era un centro commerciale fiorente nel XIII secolo con una popolazione di circa 10 000 abitanti. Il clima d'insicurezza nel XIV secolo, con la minaccia delle Grandi Compagnie, costrinse la città a rinforzare le sue porte d'accesso. Fu allora che le porte Saunerie e Soubeyran presero la forma attuale.

### Tempi Moderni
Nel XVIII secolo, la città vecchia si allarga verso est per prendere le dimensioni attuali. La città è fortemente colpita dalla diverse epidemie che portano distruzione in Provenza (peste nel 1720, colera nel 1834) in ragione della sua posizione (città di passaggio).
Grosso borgo all'inizio del XX secolo la città cresce notevolmente dagli anni cinquanta agli anni settanta, quadruplicando in trent'anni la sua popolazione.

## Monumenti e luoghi d'interesse

### La città vecchia
La città vecchia, a forma di pera, è circondata da viali che hanno sostituito gli antichi bastioni, di cui si conservano solo alcuni resti. Ne deriva una separazione netta con il resto della città. L'attraversamento di Manosque, dalla porta Soubeyran alla porta Saunerie, dà un'idea delle sue strade tipicamente provenzali, strette e fiancheggiate da alte case. Il centro della città è considerato centro storico.

### Architetture religiose
- Chiesa di Notre-Dame de Romigier, di stile romanico situata in Place de l'Hôtel de Ville. In questa chiesa si trova la statua della Madonna nera. Sulla facciata c'è una madonna in marmo di Pierre Puget.In una cappella si trovano un altare, formato da un sarcofago di marmo del IV secolo e una statua in legno (XII secolo): Notre-Dame de Romigier.
- Chiesa di Saint-Sauveur: chiesa di stile romanico tardo (sec. XII-XIII). Il campanile è caduto in occasione del sisma del 1708.

### Piazze
Le piazze più importanti nella città vecchia sono:
- Place du Terreau, la più vasta, a sud-ovest del centro.
- Place de l'Hôtel de Ville, all'incrocio delle quattro vie che si diramano verso le quattro porte della città.
- Place Marcel Pagnol, tra place de l'Hôtel de Ville e porta Soubeyran.
- Place Loic Lepé, tra l'avenue du Port Man e la fontana Duqu.

### Porte

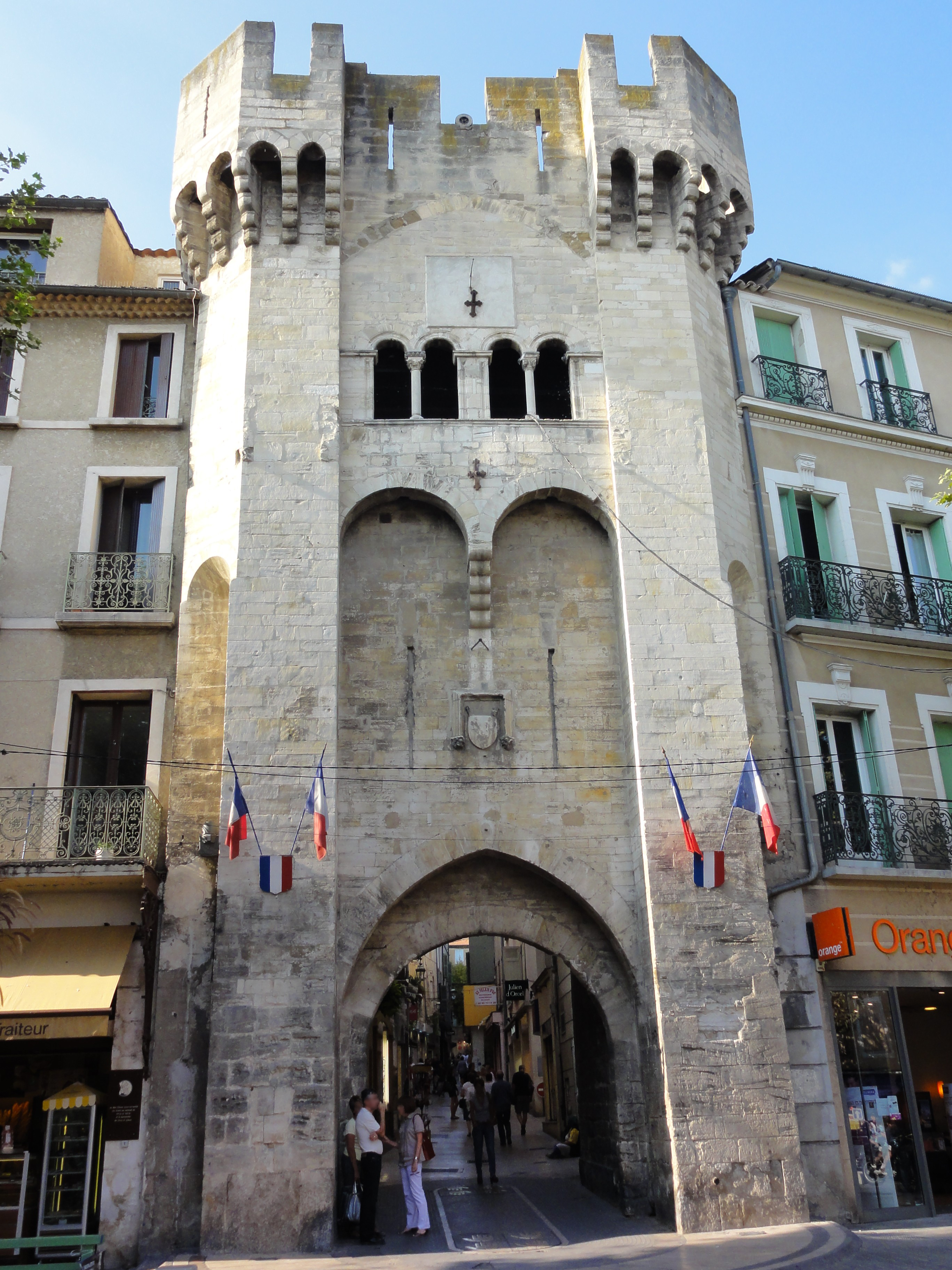
La porte Saunerie

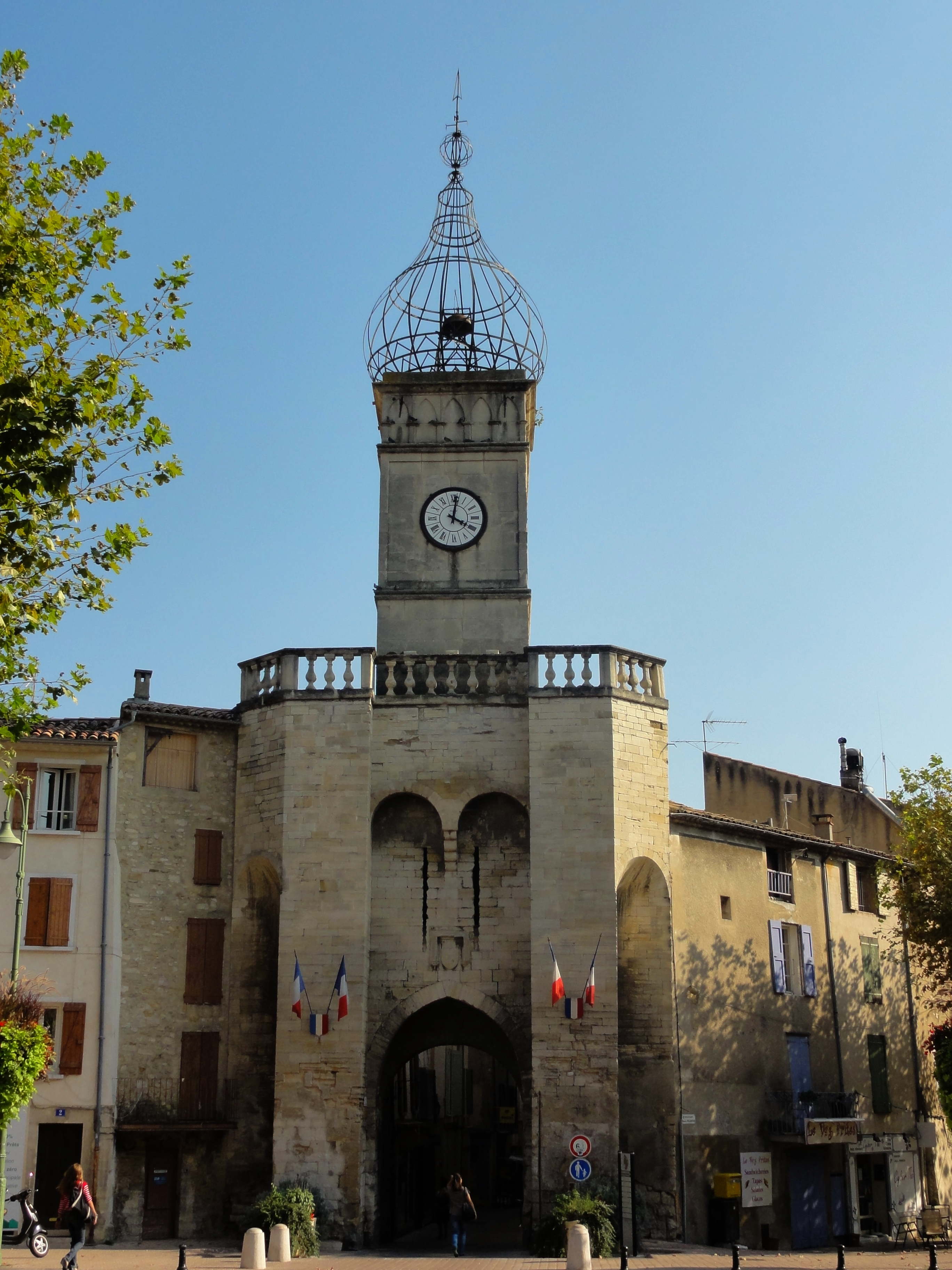
La porte Soubeyran

Quattro porte controllavano l'accesso alla vecchia città: 
- La Porte Saunerie, terminata nel 1382, di stile romanico. È la porta sud del centro antico.
- La Porte Soubeyran, costruita nel XIV secolo, tranne il campanile che è stato aggiunto nel 1830. È la porta nord del centro antico.
- La Porte Guilhempierre, distrutta e recentemente ricostruita. È la porta ovest del centro antico.
- La Porte d'Aubette, distrutta e non ricostruita. È la porta est del centro antico.

### Architetture civili

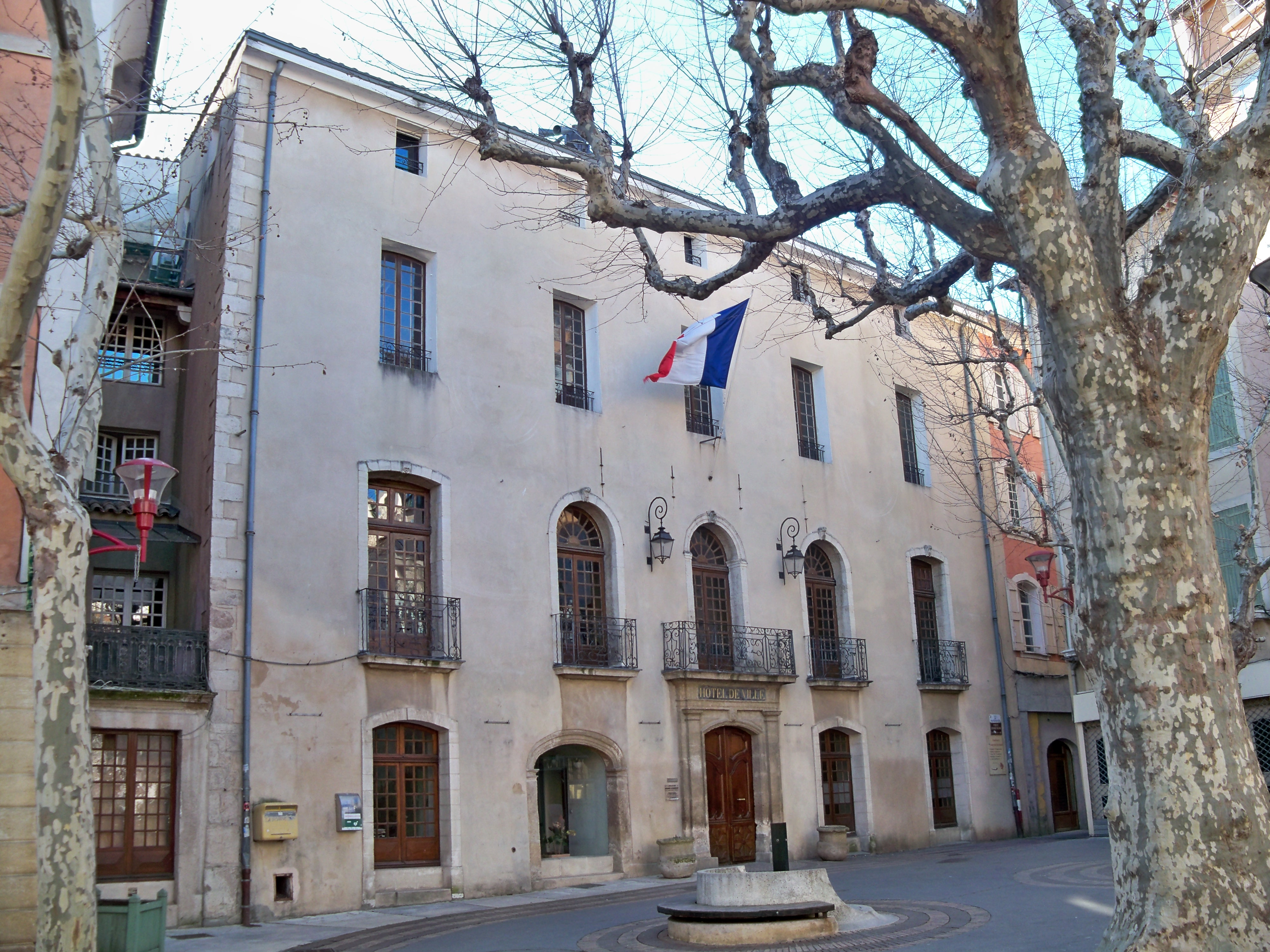
Municipio di Manosque.

- Hôtel de Ville, edificio di stile rinascimentale.
- École de musique, resti di antichi conventi.
- Hôtel d'Herbès, biblioteca municipale.

## Società

### Evoluzione demografica
Abitanti censiti

## Infrastrutture e trasporti

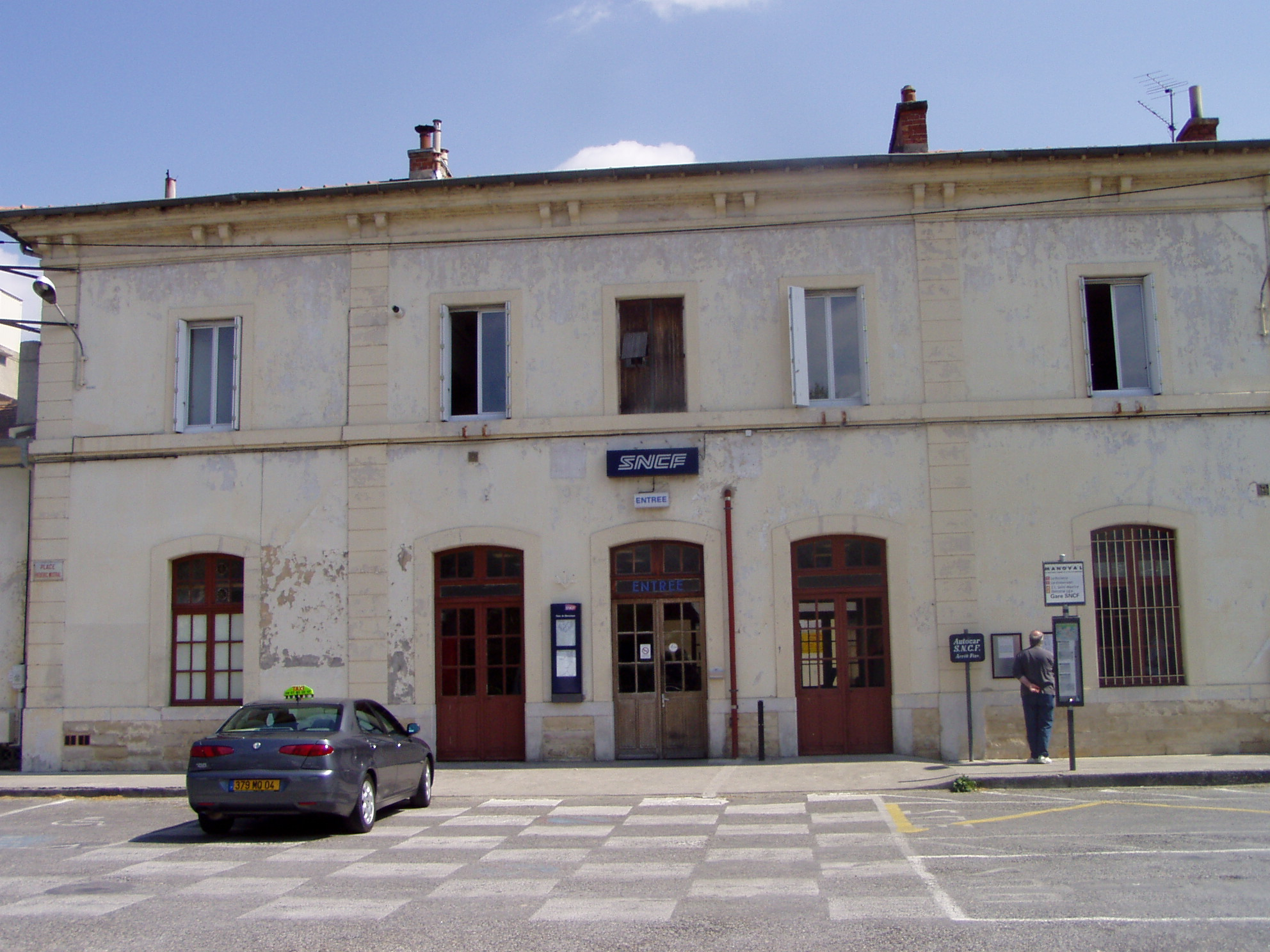
Stazione di Manosque - Gréoux-les-Bains.

La principale via d'accesso a Sisteron è l'Autoroute A51 che unisce la valle della Durance ad Aix-en-Provence e a Marsiglia.
La cittadina è servita da una propria stazione ferroviaria posta lungo la Lione-Marsiglia (via Grenoble).

## Amministrazione

### Gemellaggi
- Leinfelden-Echterdingen
- Voghera

## Galleria d'immagini

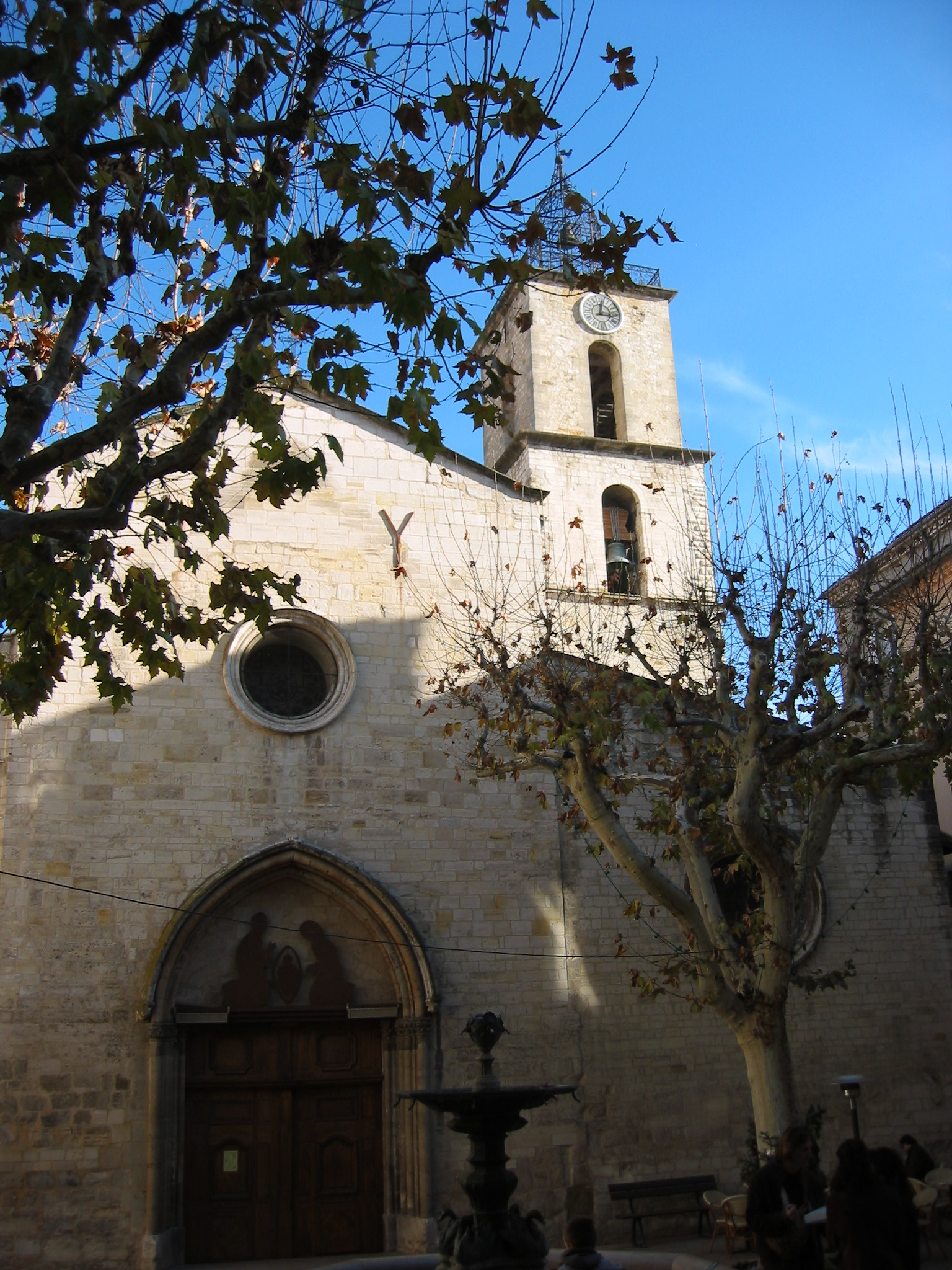
Chiesa Saint-Sauveur
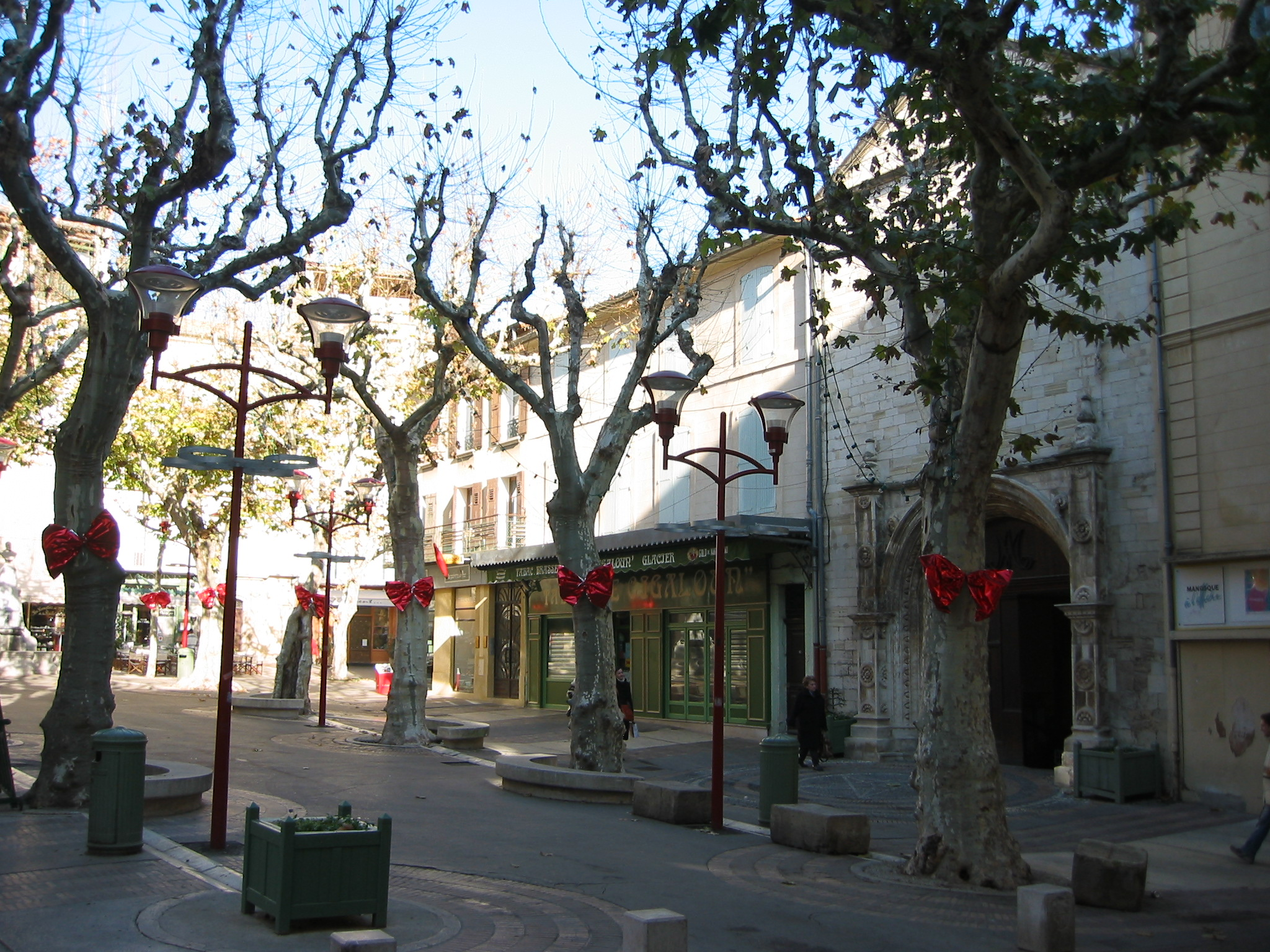
Piazza de l'Hôtel de Ville
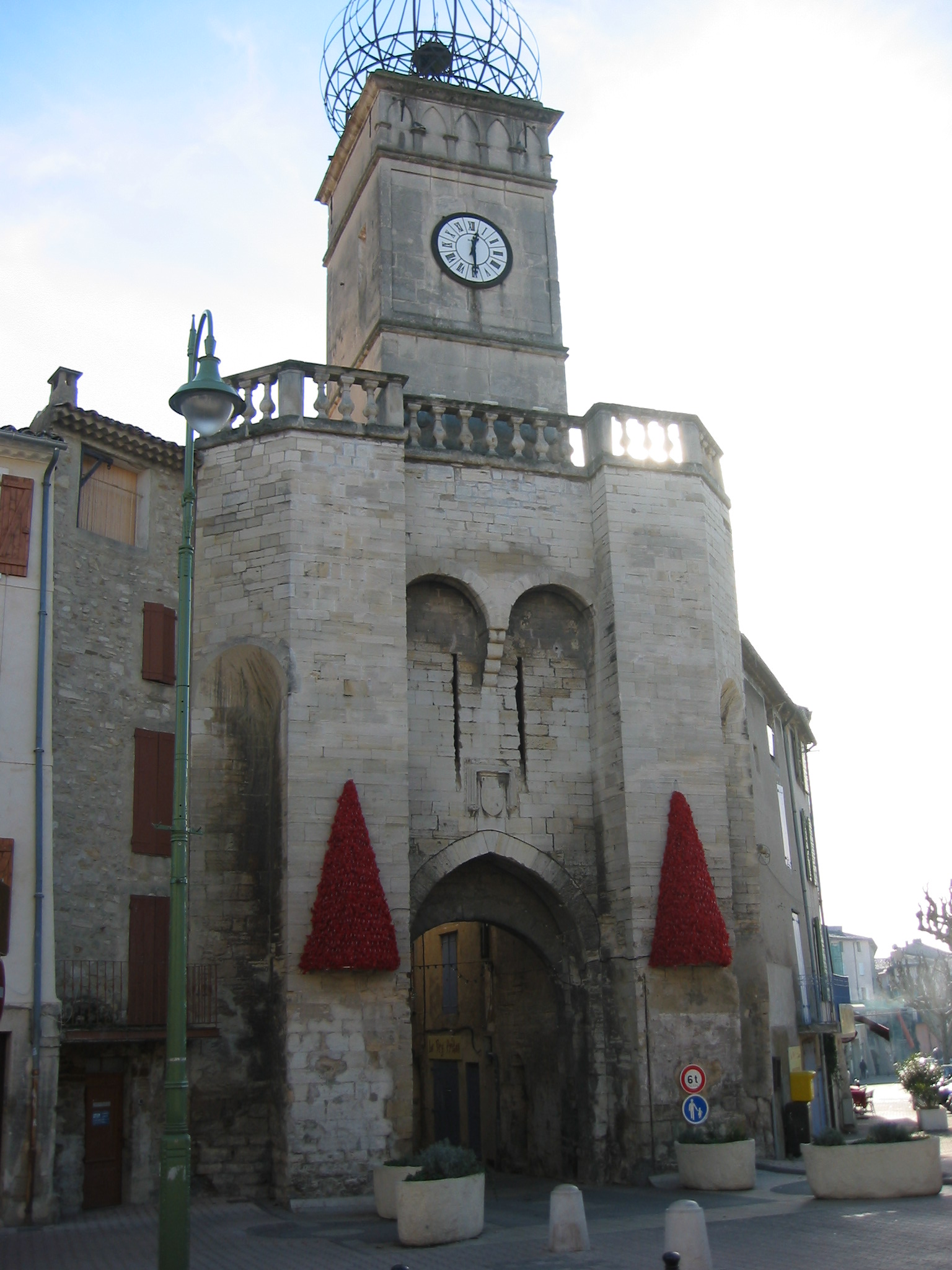
Porta Soubeyran
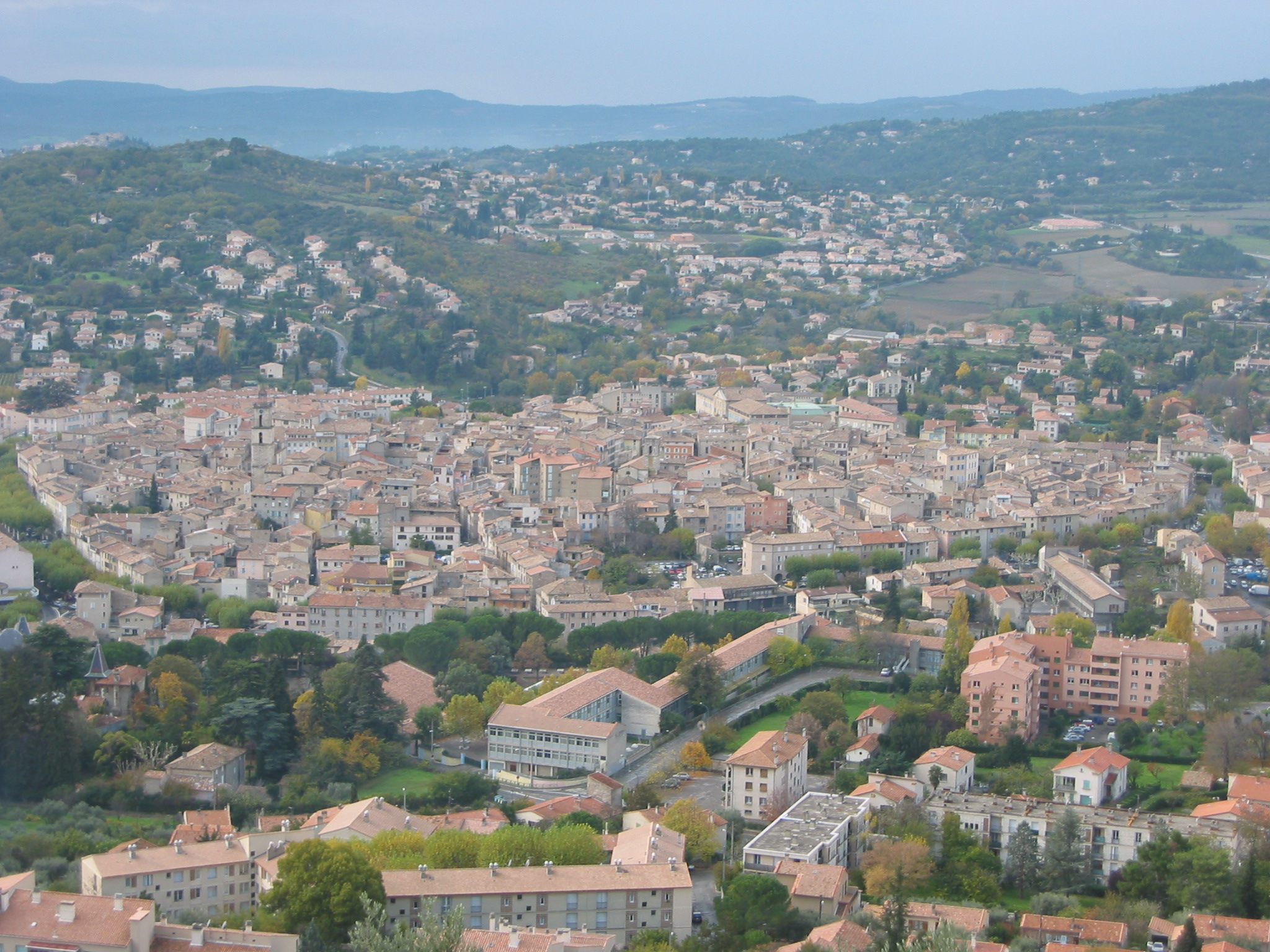
Panorama sulla città dal Mont d'Or